# Ronnie Kasrils
Ronnie Kasrils (Johannesburg, 15 de novembre de 1938) és un polític, guionista i director de cinema i de televisió sud-africà d'origen jueu, els seus avis eren originaris de Letònia i Lituània. Va tenir càrrecs de responsabilitat dins del Congrés Nacional Africà durant més de 16 anys i va ser militant del Partit Comunista de Sud-àfrica des de 1961, essent-ne membre del Comitè Central del 1986 fins al 2007.
Després de les eleccions democràtiques de 1994 que van suposar la fi de l'apartheid, Kasrils va ser viceministre de Defensa. Més tard va ser ministre d'Aigües i Boscos i d'Intel·ligència. En l'actualitat és conegut pel seu treball en la mediació i la resolució de conflictes. És, a més, autor de diversos treballs sobre poesia i política, destacant entre ells l'autobiografia titulada Armed and dangerous.
El gener de 2021, fou una de les 50 personalitats que signar el manifest «Dialogue for Catalonia», promogut per Òmnium Cultural i publicat a The Washington Post i The Guardian, a favor de l'amnistia dels presos polítics catalans i del dret d'autodeterminació en el context del procés independentista català. Els signants lamentaren la judicialització del conflicte polític català i conclogueren que aquesta via, lluny de resoldre'l, l'agreuja: «ha comportat una repressió creixent i cap solució». Alhora, feren una crida al «diàleg sense condicions» de les parts «que permeti a la ciutadania de Catalunya decidir el seu futur polític» i exigiren la fi de la repressió i l'amnistia per als represaliats.